# 王慶 (北周)
王 慶（おう けい、生没年不詳）は、中国の西魏から北周にかけての軍人・政治家。字は興慶。本貫は太原郡祁県。

## 経歴
北魏の懐徳県公の王因の子として生まれた。537年、宇文泰の下で弘農や沙苑の戦いに参戦した。544年、殿中将軍の位を受けた。557年、北周が建国されると、宇文護に召されて典籤となった。大都督に任ぜられた。559年、始安県男の爵位を受けた。560年、小賓部を代行した。562年、吐谷渾への使者に立ち、国境を確定して講和を協議した。
ときに突厥は木汗可汗の娘（阿史那皇后）を北周にとつがせることを約束していたが、北斉も突厥に使者を派遣して求婚しており、突厥はふたまたをかけていた。王慶は左武伯となり、楊薦を副使として突厥に向かった。563年から564年にかけて、并州で北斉との戦いが起こると、王慶は突厥の騎兵を率いて、随国公楊忠とともに太原に向かい、激戦して帰還した。北斉が宇文護の母の身柄を北周に返還し、北周のあいだで講和が成立する動きをみせると、突厥はその妨害を図った。王慶が突厥への使者に立つと、木汗可汗は喜んで、以前と同様の同盟関係を確認した。565年、王慶は宇文貴とともに突厥への使者に立って阿史那皇后を迎えた。このころ王慶は毎年のように北方への使者に立った。前後の功績により、開府儀同三司・兵部大夫に転じ、爵位は公に進んだ。
丹州刺史・忠州刺史を歴任し、その統治は厳粛であった。579年、小司徒の位を受け、上大将軍・都督汾石二州五鎮諸軍事・汾州刺史を加官された。また延州総管となり、位は柱国に進んだ。581年、隋が建国されると、爵位は平昌郡公に進んだ。鎮で死去した。上柱国の位を追贈された。諡は荘といった。
子の王淹が後を嗣いだ。

## 伝記資料
- 『周書』巻33 列伝第25
- 『北史』巻69 列伝第57